# Municipio de Havana (Dakota del Sur)
El municipio de Havana (en inglés: Havana Township) es un municipio ubicado en el condado de Deuel en el estado estadounidense de Dakota del Sur. En el año 2010 tenía una población de 193 habitantes y una densidad poblacional de 1,79 personas por km².

## Geografía
El municipio de Havana se encuentra ubicado en las coordenadas 44°45′13″N 96°48′52″O / 44.75361, -96.81444. Según la Oficina del Censo de los Estados Unidos, el municipio tiene una superficie total de 107.78 km², de la cual 107,41 km² corresponden a tierra firme y (0,34 %) 0,37 km² es agua.

## Demografía
Según el censo de 2010, había 193 personas residiendo en el municipio de Havana. La densidad de población era de 1,79 hab./km². De los 193 habitantes, el municipio de Havana estaba compuesto por el 99,48 % blancos, el 0,52 % eran afroamericanos. Del total de la población el 3,11 % eran hispanos o latinos de cualquier raza.